# 斉藤典子
斉藤 典子（さいとう のりこ、2月15日 - ）はフリーアナウンサー。東京都出身。嘉悦女子高等学校、跡見学園女子大学卒業。オフィス斉藤所属（オフィス斉藤は、本人の個人経営ではない。代表でマネージャーの斉藤邦夫が1980年に渡辺プロダクション（現・ワタナベエンターテインメント）を退社した後に、既に渡辺プロダクションを辞めていた藤田まことと再会し、藤田の事務所として立ち上げた芸能プロダクション）。
テレビ・ラジオ局所属アナウンサーからフリーアナウンサーへの転向が多い中、大学卒業後まったく局の所属経験がない独立アナウンサー。厳密には大学4年の秋に圭三塾第6期生としてアナウンスを学び始め（圭三プロダクション）、卒業前よりオーディションを受けながら仕事をスタートしていた。フリーアナウンサーでスタートしたが、「アクターズクリニック」(当時：塩屋俊アクターズクリニック)にて演技も学ぶ。MC・ナレーション・インタビュー・リポーター。

## 現在の出演番組
- BS朝日　「Welcomeクラシック」ナレーション（2019.4〜）
- BS-TBS「素晴らしい明日」ナレーション&タイトルコール(2018.10〜)

## テレビ番組
- BS朝日「Welcomeクラシック」ナレーション(2019.4〜現在)
- BS-TBS「素晴らしい明日」ナレーション&タイトルコール(2018.10〜現在)
- BS朝日「留さんのニッポン焼き物紀行」ナレーション　(2013.4〜2016.3)
- 福島放送　ほっとネットとうほく「逆境に負けない〜若きなでしこたち〜」ナレーション（2013）
- 囲碁将棋チャンネル 「武宮陽光のビューティーフォーム　〜基礎力アップコース〜」生徒役 (2011)
- 福島放送「生まれ変わる会津漆器　〜塗師父娘の挑戦〜」ナレーション（2011）
- BS朝日「ニッポン焼き物紀行」ナレーション（2010.9/2012.9）
- 福島放送「みんなの夢きらめいて　輝け!ふくしまのファンタジー　〜冬を彩るイルミネーション〜」ナレーション（2010）
- レジャーチャンネル「BOAT RACE! 魅せられて　全日本K400選手権大会」 司会・リポート・ナレーション（2010）
- レジャーチャンネル「開局17周年特別企画　アナザーフィールド　〜新たなる挑戦〜」 (対談：江口晃生VS桑田真澄）司会（2009）
- BSイレブン「中村泰士のe!仲間」司会(2007-08)
- 朝日放送「土曜ワイド劇場」他　各バラエティー番組　番宣リポーター（1994-2008）
- 囲碁将棋チャンネル「情報特急碁界エクスプレス」リポーター (2002-03)
- テレビ東京「日曜囲碁対局」司会 (1999-2002)
- テレビ朝日「スーパーモーニング」〜こだわりぐるめ探検隊〜　リポーター (2001)
- 朝日ニュースター「人生進化論」キャスター (2001)
- テレビ神奈川「神奈川ウォーク」リポーター、ナレーション (2001-2007)
- テレ玉 (テレビ埼玉当時)　「彩の国インフォメーション」キャスター (2001)
- TBS「笑顔がいちばん!」リポーター(1994〜)
- NHK教育テレビ現Eテレ「英語ビジネスワールド」スキット (1997)
- ちばテレビ（千葉テレビ当時）「地方競馬マンスリー」司会（1996）
- NHK教育テレビ現Eテレ「やさしい英会話」アシスタント (1995-1996)
- ちばテレビ（千葉テレビ当時）「高校野球ダイジェスト」アシスタント・リポーター（1994）

## ラジオ
- ニッポン放送「キャプテン川淵の行こうぜオレたちのニッポン！」アシスタント（2005-2008）
- ニッポン放送「和田アキ子の頑張れジーコJAPAN 応援電リク」ドイツ現地リポート（2006）
- ニッポン放送「TOYOTAスポーツドリーム」（2003-2005）アシスタント
- ラジオたんぱ「テレボート24」（1996）パーソナリティ

## テレビドラマ
- TBS「佐々木夫妻の仁義なき戦い」最終回　（2008）
- テレビ朝日「TRICK 新作スペシャル1」（2005年11月13日）/CMガール役
- テレビ朝日「プリズンホテル」（1999）/リポーター役
- テレビ朝日「少年サスペンス」第一話・消された私（1998）/体育教師役

## CM
- WEB　ＵＲウェルフェア　PＲ映像　ナレーション(2021)
- WEB　JAグループ千葉　PR映像　ナレーション(2021)
- TV　ビィオロール　ナノクリームミスト（2017）
- モデル　ウォルマート西友(現　西友)　店舗大型ポスター（'16）
- TV SBIいきいき少（2015）
- ラジオ　東日本ハウス（現日本ハウスホールディングス）ナレーション (2011)
- ラジオ 日本香堂　ナレーション (2008)
- TV 薬用養命酒 　モニター編　見合い編　魚づくし編 藤田まこと娘役(2004-2005)
- TVインフォマーシャル　FANCL (FANCLオープン開催時OA）

## 映画
日中合作作品　「東京に来たばかり」ジャン・チンミン監督　キャスター・MC役　（2013）

## MC
- NHKデジタルコンテンツ体験ランド　for Kids アリオ橋本(2023)
- 日本の祭り in やまぐち2022 (2022)
- 世界らん展日本大賞（2009〜2021）
- 日本香堂「母の日参りパートナーシップ共同プレス発表会」(2017〜2019)
- 囲碁 棋聖戦就位式&祝賀パーティー(2019/ 2022)
- 囲碁 碁聖戦就位式&祝賀パーティー(〜現在)
- 囲碁 女流本因坊戦就位式&祝賀パーティー(〜現在)
- 将棋 棋王戦就位式&祝賀パーティー(2005〜現在)
- 井山裕太七冠・国民栄誉賞受賞祝賀会（2018）
- ボリショイ・バレエ団来日60周年記念公演　オープニングセレモニー（2017）
- 井山裕太七冠再制覇祝賀会　（2017）
- 井山裕太七冠達成　お祝いの会（2016）
- 前田敦子1stアルバム「Selfish」リリースイベント（2016）
- ムンディファーマ　プレス向けPRイベント　（2016）
- 「母の日参りハートフルタイム　高島礼子トーク&アンサンブル 母の背中で聴いた歌」(2016.4)
- 東京スカイツリー　Music Night2015 (2015)
- 「母の日参りハートフルタイム　尾木ママ母を語る」(2015.4)
- 「2PM New Year Live2015 at Universal Studios Japan」(2015.1)
- 「YONEX2015新製品受注発表会　トークイベント　with 谷口浩美」(2015.1~2)
- 大原櫻子1stアルバ「HAPPY」」リリースイベント　(2015)
- 「YONEXパワークッションウォーキングシューズPRイベントwith 小椋久美子」(2014.11)
- 「日本棋院創立90周年記念式典」（2014.10）
- 「宇宙博2014 わくわく宇宙フェスタ おかしな自由研究ワークショップ」森永製菓主催(2014.7)
- 「第4回フマキラー囲碁マスターズカップ」決勝大盤解説会(2014.7)
- 「どすこい！大相撲」（2014.3~）
- 映画「アナと雪の女王」原題：（Frozen）毎日希望奨学金チャリティ上映会(2014.4)
- 「2PM X'mas LIVE 2013 in Universal Studios Japan」(2013.11)
- 映画「ローン・レンジャー」原題：（The Lone Ranger）公開記念イベント(2013.8)
- 映画「ローン・レンジャー」 原題：（The Lone Ranger）フッテージ上映付き来日記者会見(2013.5)
- 映画「オズ　はじまりの戦い」原題：(Oz:the Great and Powerful）公開記念イベント (2013.2)
- 第15回国際バラとガーデニングショウ　ガーデン発表会
- オードリー・ヘップバーン最後のパートナー、ロバート・ウォルダーズインタビュー（2013.5））
- Dlife 開局記者発表　（2012）
- Dlife新番組PRイベント(2012)
- Dlife 米ドラマ「リベンジ」主演エミリー・ヴァンキャンプ＆真田広之登壇ファンイベント（2012）
- 2AMリリースイベント/ファンミーティング（2012~)
- 2PMリリースイベント/ファンミーティング(2012~)
- 藤田まこと ディナーショー・トークショー司会 ('03-'10)
- 加藤和樹 CDリリースイベント
- チェン・ミン CDリリースイベント
- パク・ヨンハ 日本ファンクラブ発足式/「カジマセヨ」ソウルショーケース/ヨンハライナー/リリースイベント）(2004)
- キム・ドンワン（神話） CDリリースイベント・ファンミーティング
- イ・ジョンジンファンミーティング(2011.2)
- キム・ソナ ファンミーティング(2010.1)
- 映画「THEショートフルムズ　みんな、はじめはコドモだった」完成披露試写会（2008）
- John-Hoon　（現　キム・ジョンフン）リリースイベント・ファンミーティング
- イワンファンミーティング(2008.1/13)@ディファ有明

## 執筆・雑誌掲載
- 週刊碁「囲碁ガール」コーナー　掲載・執筆(2013.10）

- 雑誌「Hot Dog Press」講談社 〜つんくのアイドル太鼓判〜 （'01 2/12号）掲載
- 雑誌「FLASH」光文社 〜NHK美人アシスタントたちの身上書〜 （'95 10/3号）掲載